# جافری فرش‌واتر
جافری فرش‌واتر (انگلیسی: Geoffrey Freshwater) بازیگر اهل بریتانیا است.
از فیلم‌ها یا برنامه‌های تلویزیونی که وی در آن نقش داشته‌است می‌توان به گروتسک، پوآرو و بازرس فویل اشاره کرد.